# La vedova beffarda
La vedova beffarda (titolo originale Night at the Mocking Widow), è un romanzo giallo del 1950 di John Dickson Carr, pubblicato sotto lo pseudonimo di Carter Dickson. È il ventesimo romanzo che ha come protagonista il burbero Sir Henry Merrivale, noto come "Il Vecchio" o semplicemente "H.M."

## Trama
Il paese di Stoke Druid è investito da un'ondata di lettere anonime, tutte firmate con lo pseudonimo "La Vedova", evidentemente ispirato a una formazione rocciosa che sorge nei dintorni e che secondo la tradizione ha origine in una donna talmente malvagia che venne tramutata in pietra, tradizione rafforzata dalla somiglianza del profilo della roccia con una testa umana. Ma l'omertà tipica dei villaggi di campagna induce tutti a tenere la bocca ben chiusa, anche dopo che la signorina Martin si è uccisa, gettandosi nel fiume, dopo avere ricevuto una delle lettere. Il reverendo James C. Hunter, da poco giunto in paese, cerca di scuotere le coscienze della comunità, ma si scontra con un muro di ostilità generale. Nel villaggio però giunge un visitatore illustre, Sir Henry Merrivale, il Vecchio, per fare visita al suo vecchio amico Rafe Danvers, uno dei migliori librai antiquari d'Inghilterra. Con le sue capacità investigative e le sue amicizie negli ambienti della polizia, H.M. riesce a smuovere le acque, ma si troverà di fronte a uno degli enigmi "impossibili" tipici della sua carriera: un tentativo di omicidio commesso in una stanza chiusa a chiave e con porte e  finestre sorvegliate dall'esterno.

## Critica
"Un Carr deludente, con un omicidio che arriva tardi e un indizio così ovvio da chiedersi se possa essere genuino. (...) È difficile mantenere interesse nel libro, la maggior parte del quale riguarda vari intrecci romantici, o nelle bravate di H.M., che includono una lotta nel fango e un travestimento da capo Indiano. Ci sono occasionali tracce del difetto peggiore di Carr, la tendenza a descrivere le cose tramite il dialogo anziché con la semplice prosa. (...) La vita del villaggio in sé è ben descritta e la Vedova Beffarda, un monolite di pietra preistorico, è adeguatamente sinistra. Ma i difetti della trama rendono questo un libro per soli collezionisti."

## Edizioni
- Carter Dickson, La vedova beffarda, traduzione di Maria Luisa Bocchino, collana I Classici del Giallo Mondadori, n. 1358, Arnoldo Mondadori Editore, 2014,  p. 242.